# Ayaan Hirsi Ali

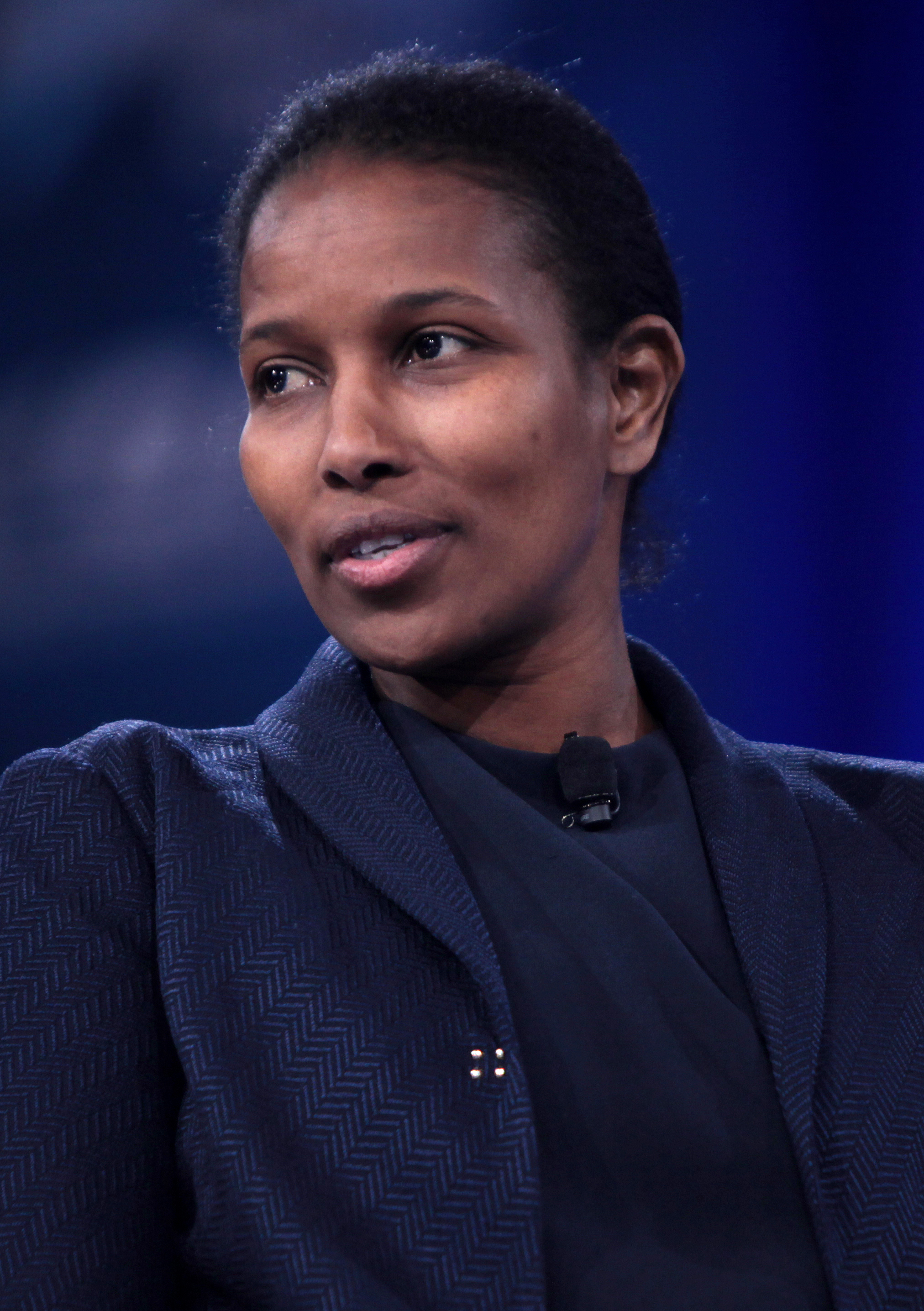
Ayaan Hirsi Ali (2016)

Ayaan Hirsi Ali (Ayaan Hirsi Magan Isse Guleid Ali Wai’ays Muhammad Ali Umar Osman Mahamud; * 13. November 1969 in Mogadischu, Somalia) ist eine niederländisch-US-amerikanische Politikerin, Politikwissenschaftlerin, Frauenrechtlerin und Islamkritikerin somalischer Herkunft. Sie war vom 30. Januar 2003 bis zum 15. Mai 2006 Mitglied der Tweede Kamer der Staten-Generaal, des Parlaments der Niederlande, für die VVD. Sie gründete 2007 die AHA-Stiftung zur Stärkung von Frauenrechten.

## Leben

### Kindheit in Afrika
Ayaan Hirsi Ali wurde 1969 in der somalischen Hauptstadt Mogadischu als Angehörige des Clans der Majerteen-Darod geboren. Ayaan bedeutet „glücklicher Mensch“ oder „Glück“ auf Somali. Ihr gläubiger und zugleich modern orientierter Vater Hirsi Magan Isse (1935–2008) war Mitglied der politischen Partei Somalische Jugendliga und hatte in den 1960er-Jahren in Italien und an der Columbia University Linguistik und Anthropologie studiert. Hirsi Alis Mutter Asha hatte als Jugendliche ihre nomadische Familie verlassen und in Aden als Haushaltshilfe gearbeitet. Während ihres Aufenthalts auf der arabischen Halbinsel übernahm sie einen orthodoxen Islam, der sich von der relativ liberalen Ausübung in der traditionellen somalischen Nomadenkultur unterschied. Sie ging eine arrangierte Ehe ein, ließ sich nach dem Tod ihres Vaters scheiden und kehrte nach Somalia zurück, wo sie in einem Alphabetisierungskurs in Mogadischu den Lehrer Magan Isse kennenlernte und heiratete. Er wurde ein Gegner der autoritären somalischen Regierung unter Siad Barre.
Bald nach Ayaans Geburt wurde der Vater 1972 inhaftiert. Während seiner Haft wuchs sie im Widerstandsgeist ihrer Mutter und Großmutter auf, die sich gegen die Repressionen von Armee und Polizei wehrten. Im Alter von fünf Jahren wurde sie zusammen mit ihrer jüngeren Schwester Haweya gegen den Willen ihrer Eltern auf Veranlassung ihrer Großmutter heimlich der Klitorisbeschneidung unterzogen. Dennoch verurteilte sie ihre Großmutter nicht dafür, sondern versuchte, sie zu verstehen. Während nach Ayaans Wahrnehmung ihr älterer Bruder Mahad bevorzugt behandelt wurde und größere Freiheiten genoss, wurden Ayaan und Haweya zur Unterordnung unter die Familie und besonders unter die Männer erzogen.
Im Oktober 1975 floh Hirsi Magan Isse aus dem Gefängnis und gelangte nach Äthiopien, wo er in Addis Abeba die Rebellenorganisation Somalische Demokratische Erlösungsfront (SSDF) gegen Siad Barre mitbegründete. 1978 nahm er seine Familie – Ayaan, deren Mutter und Großmutter, den Bruder Mahad und die Schwester Haweya – mit nach Saudi-Arabien. Ayaan beobachtete dort die strikte Anwendung islamischer Regeln und besuchte die heiligsten Stätten der Religion. Ein Jahr später wurde die Familie mit sofortiger Wirkung aus dem Land ausgewiesen, möglicherweise wegen der politischen Aktivitäten, die der Vater unerlaubt weitergeführt hatte. Gegen den Willen der Mutter – die nicht in einem nichtmuslimischen Land leben wollte – wanderte man daraufhin nach Äthiopien und 1980 schließlich nach Nairobi, Kenia aus. Der Vater verließ in dieser Zeit die Familie, um sich seinen Tätigkeiten für die SSDF zu widmen. Die Mutter litt unter der von ihr empfundenen Vernachlässigung der Familienpflichten durch ihren Ehemann. Sie begann, ihre Töchter vermehrt und häufig zu schlagen.
In Kenia erhielten Ayaan und Haweya eine vom UNHCR bezahlte Ausbildung in einer muslimischen Mädchenschule, während ihr Bruder eine konfessionell neutrale, angesehene Schule besuchte. Daneben erhielten die Mädchen weiterhin Koranunterricht. Diesen empfanden sie jedoch als langweilig, weshalb sie ihn eines Tages verweigerten. Bei der anschließenden körperlichen Züchtigung brach der Koranlehrer Ayaan den Schädel.
An der englisch orientierten Muslim Girls’ Secondary School erhielt sie eine orthodoxe islamische Erziehung. Eine im Iran ausgebildete Lehrerin namens Schwester Aziza lehrte sie und andere Mitschülerinnen, freiwillig die Ideologie eines radikalen Islams anzunehmen. Sie trug nun auch den Hidschab und war jahrelang Mitläuferin der Muslimbruderschaft. Zu den islamistischen Lehren gehörte auch die Akzeptanz diverser Ungleichbehandlungen und Einschränkungen der Frau, da diese durch ihre sexuelle Macht die Schuld habe an allen sündigen Gedanken der Männer. Zugleich stellte Ayaan in der religiösen Studiengruppe, deren Diskussionsrunden sie nun regelmäßig besuchte, kritische Fragen zu Aspekten des Islams, die ihr unlogisch erschienen. So etwa sollten Frauen sich verhüllen, um nicht die Männer zu verführen und vom rechten Weg abzulenken, während dasselbe nicht für Männer galt, obwohl auch sie die Frauen in Versuchung bringen könnten. Meist erhielt sie auf diese Fragen keine befriedigenden Antworten: „Don’t women also have desire for male bodies? Couldn’t they be tempted by the sight of men’s skin? It seemed logical to me, but the whole room fell about laughing.“ (Übersetzung: Haben nicht auch Frauen den Wunsch nach männlichen Körpern? Könnten sie nicht in Versuchung geraten beim Anblick von [unverhüllter] Männerhaut? Mir erschien das logisch, doch der ganze Raum brach in Gelächter aus.)
Daneben hatte sie auch „westliche“ Bücher wie „die Geschichten von Enid Blyton und die Mädchenkrimis von Nancy Drew gelesen. Die waren voll von Heldinnen, die taten, was sie wollten, sie reisten und erlebten Abenteuer. Diese Bücher haben mir schon im Kindesalter gezeigt, dass es ein anderes Leben gibt als das meiner Mutter.“
Nach Abschluss ihrer Schulbildung absolvierten Haweya und Ayaan eine Ausbildung als Sekretärinnen. Ihre Mutter verbot es ihnen jedoch, anschließend berufstätig zu werden, da Frauenarbeit außer Haus ihren Vorstellungen widersprach. Da sie in Nairobi keine Perspektiven sah und die Trostlosigkeit des dortigen Lebens ihrer Mutter zurücklassen wollte, kehrte Ayaan von März bis November 1990 nach Mogadischu zurück, wo sie bei Verwandten lebte. Aus Enttäuschung und wegen der Verschlechterung der Sicherheitslage in der Stadt – Monate vor dem Sturz der Barre-Regierung, siehe Somalischer Bürgerkrieg – verließ sie Somalia aber bald wieder.
Im April 1991 kehrte der Vater zu Ayaans Familie zurück. 1992 nahm er ohne Rücksprache mit ihr einen Heiratsantrag für sie an; im Alter von 22 Jahren sollte sie an einen Cousin aus Kanada verheiratet werden, den sie nicht kannte.

### Flucht nach Europa und Studium
Auf ihrer Reise nach Kanada, die über Deutschland führte, blieb Hirsi Ali einige Tage bei Verwandten in Düsseldorf, wo sie auf ihr Visum nach Kanada warten sollte. Statt weiterzufliegen, reiste sie mit dem Zug in die Niederlande. Dort beantragte sie Asyl und erhielt es aus humanitären Gründen. Sie verschwieg dabei ihren kurzen Aufenthalt in Deutschland, der, wäre er den niederländischen Behörden bekannt gewesen, dazu geführt hätte, dass sie in Deutschland Asyl hätte beantragen müssen. Weiterhin verschwieg sie, dass sie mit ihrer Familie bereits seit mehreren Jahren in Kenia im Asyl gelebt hatte; angesichts von Bürgerkrieg und Hungersnot in Somalia erlaubten die Niederlande in jener Zeit die Aufnahme aller Flüchtlinge, die direkt aus Somalia flohen. Zudem gab sie – aus Angst vor Verfolgung durch Familienangehörige, wie sie später mehrfach erklärte – einen falschen Namen an, nämlich den Geburtsnamen ihres Großvaters Ali, der erst später den Namen Magan („Eroberer“) erhalten hatte. Als Fluchtgrund gab sie an, von einer Zwangsehe zu fliehen, welches sich ebenfalls als Lüge herausstellte.
1997 wurde sie niederländische Staatsbürgerin. Zunächst arbeitete sie als Putzfrau, Postsortiererin, später sechs Jahre lang als Übersetzerin und Dolmetscherin für niederländische Justiz-, Sozial- und Einwanderungsbehörden. Sie beherrscht Somali, Arabisch, Amharisch, Swahili, Niederländisch und Englisch. Während dieser Arbeit kam sie mit muslimischen Frauen in Kontakt, die von ihren Männern geschlagen wurden oder verstoßen worden waren.
Nach einer einjährigen Ausbildung an der Akademie für Sozialstudien „De Horst“ in Driebergen studierte sie von 1995 bis 2000 Politikwissenschaft an der Universität Leiden. Danach arbeitete sie für einige Jahre als wissenschaftliche Mitarbeiterin bei der Wiardi-Beckman-Stiftung, dem wissenschaftlichen Büro der Partij van de Arbeid (PvdA).

### Kritik am Islam
Im Laufe ihres Aufenthalts in den Niederlanden distanzierte sich Ayaan Hirsi Ali nach und nach vom Islam und wurde zunächst Atheistin. Ab 2002 kam sie mit ihrer oft als polemisch aufgefassten Kritik an der islamischen Orthodoxie häufiger in die Medien. Sie wechselte von der sozialdemokratischen PvdA zur rechtsliberalen VVD, über deren Liste sie 2003 als Kamerlid (Abgeordnete) in das niederländische Parlament gewählt wurde.
Sie war der Meinung, dass es innerhalb der PvdA zu wenig Raum und Unterstützung für Kritik an den negativen Folgen von bestimmten sozial-kulturellen Kennzeichen von Immigranten gab. In ihrem 2002 erschienenen Buch De zoontjesfabriek (Die Söhnefabrik) gab sie zu, dass auch die Chance, die sie von der VVD erhielt, ihre Ideen im Parlament einzubringen, eine Rolle gespielt hatte. 2003 äußerte sie heftige Kritik an den islamischen Schulen in den Niederlanden und vertrat die Meinung, dass die Integrationspolitik der Niederlande völlig missglückt sei. Damit attackierte sie den Artikel 23 des niederländischen Grundgesetzes, der die Freiheit des Unterrichts regelt. Besonders für die christlichen Parteien war es indes undenkbar, etwas an diesem Artikel zu verändern.
Seit September 2002 erhielt Hirsi Ali Morddrohungen aus islamistischen Kreisen. Sie wurde unter permanenten Polizeischutz gestellt und wohnte seitdem an einem unbekannten Ort.
In einem Beitrag der christlichen Tageszeitung Trouw vom 25. Januar 2003 sagte sie über Mohammed: „Gemessen an unseren westlichen Maßstäben ist er ein perverser Mann. Ein Tyrann.“ Mit dieser Äußerung spielte sie darauf an, dass Mohammed als älterer Mann seine spätere Lieblingsfrau Aischa bint Abi Bakr als sechsjähriges Mädchen geheiratet habe (als es neun Jahre alt gewesen sei, habe er die Ehe vollzogen), was in der orthodoxen Theologie als zuverlässig und authentisch anerkannten islamischen Überlieferungen entspricht.
Verschiedene islamische Organisationen und Privatpersonen zeigten sie daraufhin wegen Diskriminierung an. Hirsi Ali wurde aufgrund ihrer Äußerungen nicht gerichtlich verfolgt. Dem Officier van justitie (Staatsanwalt) nach lagen ihrer Kritik „keine Schlussfolgerungen in Bezug auf das Ansehen von Moslems“ zugrunde und „wurde die Wahrhaftigkeit von ihnen als Gruppe nicht angegriffen“. Hirsi Alis Angaben zu Mohammeds Ehe mit Aischa beschreiben die traditionelle Sichtweise orthodoxer Sunniten und Schiiten.
Ayaan Hirsi Ali gehört zu den Unterzeichnern des Manifestes der 12 gegen den Islamismus als eine neue totalitäre Bedrohung.

„In den Medien ist viel von Islamophobie, die Furcht vor dem Islam, die Rede, doch ihr Ausmass verblasst im Vergleich zur blutigen Christophobie.“

### Ab- und Anerkennung der niederländischen Staatsbürgerschaft
Am 11. Mai 2006 strahlte der sozialdemokratische Publieke Omroep VARA (Vereeniging van Arbeiders Radio Amateurs) in seinem Dokumentationsprogramm Zembla eine Reportage über Ayaan Hirsi Ali aus (De heilige Ayaan), worin auch auf ihre seit längerem bekannten, falschen Angaben in ihrem Asylverfahren 1992 hingewiesen wurde.
Am 15. Mai 2006 kündigte die niederländische Ministerin für Immigration und Integration Rita Verdonk (VVD) an, dass Hirsi Alis Einbürgerung für hinfällig erklärt und ihr die niederländische Staatsbürgerschaft aberkannt werden müsse. Verdonk steht für einen rigiden innenpolitischen Kurswechsel der bislang liberalen Niederlande hin zu einer restriktiven Einwanderungspolitik.
Zur allgemeinen Verwunderung wurde die Ausbürgerung schon einen Tag später, am 16. Mai, durchgeführt. Die Ausbürgerungsforderung und die außergewöhnliche Schnelligkeit des Verfahrens sorgten in den Niederlanden für heftige Diskussionen. Den Höhepunkt erreichten die Auseinandersetzungen mit einer vierzehnstündigen Debatte im Den Haager Parlament am 17. Mai 2006. Die Aussprache wurde von allen Beteiligten mit einer außergewöhnlichen Genauigkeit und Ernsthaftigkeit geführt, vom Fernsehen live übertragen und von 18 Prozent der Bevölkerung bis nach Mitternacht verfolgt.
Nur knapp entkam Verdonk einem Misstrauensantrag der Opposition. Anfänglich erhielt sie noch von ihren Parteifreunden Beifall für ihre Ausbürgerungsforderung, doch geriet sie in weniger als einer Woche innerhalb wie außerhalb ihrer Partei unter starken Druck und in die Isolation. So warf ihr etwa der Schriftsteller Leon de Winter vor, von Hirsi Alis allgemein bekannten Falschangaben seit Jahren gewusst zu haben, doch zwecks Sicherung ihrer Machtstellung in der Partei dieses Wissen verschwiegen und missbraucht zu haben. Bei der Vorstellung ihrer Biographie in Berlin am 1. Oktober 2006 äußerte Hirsi Ali, dass ihre Berater 93 Fälle auflisteten, bei denen sie ihre Falschangaben beim Asylverfahren in der Öffentlichkeit erwähnt hatte. Dazu zählt auch ein Gespräch mit dem Schatzmeister der VVD und späteren Finanzminister, Gerrit Zalm, vor ihrer Aufnahme als Parlamentskandidatin für die VVD.
Am 16. Mai 2006 legte Hirsi Ali ihr Parlamentsmandat nieder (was sie bereits länger geplant hatte, da sie von der politischen Tätigkeit genug hatte). Sie äußerte, sie sei fassungslos, dass ihr die niederländische Staatsbürgerschaft entzogen würde, da sie schon seit langem die falschen Angaben zugegeben habe. Auf Druck des Parlamentes sollte innerhalb der folgenden sechs Wochen das umstrittene Ausbürgerungsverfahren von der „eisernen Rita“ Verdonk noch einmal auf „Ermessensspielraum“ hin überdacht werden.
Da jedoch Verdonk dies bei einer Rede vor Anhängern nicht ernst zu nehmen schien, bestellte Ministerpräsident Balkenende sie zu einer offiziellen Unterredung ein. Die Mutter des ermordeten Regisseurs Theo van Gogh sprach von einem Komplott der niederländischen Sozialdemokraten, da diese Anteilseigner des Senders VARA seien: „Labor laid a mouse-trap for Rita Verdonk, with Ayaan Hirsi Ali as bait.“ (Die PvdA hat für Rita Verdonk eine Mausefalle aufgestellt mit Ayaan Hirsi Ali als Köder.) Die PvdA hat den höchsten Anteil an muslimischen Wählern und befand sich in einem Abwärtstrend des Wählerzuspruchs, während die VVD und besonders Verdonk vor der Affäre eine Zunahme an Zustimmung verzeichnen konnten. Bei einer Parteiversammlung der VVD gab Verdonk am 20. Mai 2006 bekannt, dass Hirsi Ali auf jeden Fall Niederländerin bleiben werde. Sie wollte sich jedoch noch nicht dazu äußern, ob Hirsi Ali hierfür ein neues Gesuch stellen müsse oder nicht.
Ursprünglich wollte Hirsi Ali erst 2007 in die USA gehen, um dort für die neokonservative Denkfabrik „American Enterprise Institute“ in Washington, D.C. zu arbeiten. Doch eine erfolgreiche Gerichtsklage ihrer Wohnungsnachbarn in Den Haag im April 2006, die sich durch Alis Personenschutz gestört sahen und einen angeblichen Verfall des Immobilienwerts ihrer Wohnung beklagten, beschleunigte ihren Entschluss zum Ortswechsel.
Ministerin Verdonk teilte am 27. Juni 2006 der Zweiten Kammer mit, dass Hirsi Ali ihren Pass behalten könne. Ayaan Hirsi Ali heiße zwar eigentlich Ayaan Hirsi Magan, dürfe aber nach somalischem Recht den Namen ihres Großvaters (Ali) annehmen und ihn folglich auch bei einer Einbürgerung angeben. Verdonk hatte mit Hirsi Alis Anwältin ausgehandelt, dass sie nur eine Entscheidung treffen werde, wenn Hirsi Ali eine von ihrem Ministerium vorgefertigte Erklärung unterzeichne. Mit dieser schriftlichen Erklärung übernahm Hirsi Ali die alleinige Verantwortung für ihre Falschaussagen beim Asylverfahren und für die negativen Folgen, die sich daraus gegen sie ergeben hatten. Hirsi Ali gab an, dass sie Verdonks Erklärung nur deshalb unterschrieben habe, um die Angelegenheit so schnell wie möglich hinter sich zu bringen.

### Erneutes Scheitern des Misstrauensvotums gegen Verdonk und Rücktritt der Regierung
Am 28. Juni 2006 begann um 21 Uhr eine Debatte in der Zweiten Kammer, die erst um ca. 5:30 Uhr des folgenden Morgens endete. Darin unterstützte die sozialliberale Koalitionspartei D66 einen Misstrauensantrag der linken Oppositionspartei GroenLinks gegen Ministerin Verdonk. Premierminister Balkenende „verplapperte“ sich schließlich, als er einräumte, dass seine Ministerin Hirsi Ali mit einem einseitigen Schuldbekenntnis „erpresst“ hatte. Die Opposition warf Verdonk außerdem weitere 58 Fälle vor, bei denen ehemaligen Asylbewerbern unter zweifelhaften Umständen die niederländische Staatsbürgerschaft wieder aberkannt worden war.
Da die Abstimmung über die Entlassung Verdonks nicht von den zwei anderen Regierungsparteien CDA und VVD mitgetragen wurde, traten zwei Minister und eine Staatssekretärin von D66 aus der Regierungskoalition des zweiten Kabinetts Balkenende zurück. Nur wenige Stunden später kündigte die Fraktionsvorsitzende der D66, Lousewies van der Laan, die Rücknahme der Unterstützung durch die D66-Abgeordneten an, womit die Regierungskoalition auch ihre Parlamentsmehrheit verlor. Nach dem Austritt von D66 verfügte die Koalition aus CDA und VVD lediglich noch über 71 der insgesamt 150 Sitze – und damit 5 Sitze zu wenig für die benötigte absolute Mehrheit von mindestens 76 Abgeordneten. Der Antrag von GroenLinks wurde dennoch von einer Mehrheit abgelehnt, da einige eher rechtsgerichtete Oppositionsparteien gemeinsam mit der Koalition stimmten. Premier Balkenende bot daraufhin zwar seinen Rücktritt an, wurde aber von der Königin beauftragt, eine Minderheitsregierung zu führen, das Kabinett Balkenende III.

### Erzwungene Rückkehr aus den USA 2007
In den USA war Ayaan Hirsi Ali seit dem 1. September 2006 Fellow des American Enterprise Institutes und veröffentlichte währenddessen ihre Autobiographie Infidel (dt.: „Mein Leben, meine Freiheit“). Am 1. Oktober 2007 wurde durch eine gezielte Indiskretion aus dem niederländischen Justizministerium an die Tageszeitung NRC Handelsblad bekannt, dass sich Hirsi Ali mittlerweile wieder in den Niederlanden befinde. Als Niederländerin stand sie nicht unter dem Schutz einer amerikanischen Wache, sondern wurde von niederländischen Leibwächtern beschützt. Schließlich unterließ es die niederländische Bürokratie, Vereinbarungen für einen amerikanischen Schutz zu treffen, wie etwa eine Delegierung dieser Aufgabe an die niederländische US-Botschaft. Justizminister Ernst Hirsch Ballin (CDA) traf daher die Entscheidung, dass Hirsi Ali ab 1. Oktober 2007 aus Kostengründen zurückzukehren habe. Kritiker wie Leon de Winter warfen Ballin vor, dass Hirsi Alis Schutz in den Niederlanden teurer als in den USA wäre und unterstellten ihm, mit einer Medienkampagne ihren Schutz aus Kostengründen abzuwerten und schließlich abschaffen zu wollen. Hirsi Ali kündigte an, in den Niederlanden weiterhin wie bisher für das American Enterprise Institute in Washington zu arbeiten. Daneben schrieb sie auch an dem Buch Shortcut to Enlightenment („Abkürzung zur Aufklärung“).
Während die Leserkommentare niederländischer Zeitungen eine geteilte Meinung über Hirsi Alis Schutzwürdigkeit aufweisen, solidarisierten sich zunehmend mehr Schriftsteller mit ihr. Neben Christopher Hitchens und Anne Applebaum, deren Ehemann Radosław Sikorski Hirsi Ali in der Selbstverteidigung mit Schusswaffen trainierte, meldeten sich auch Sam Harris und Salman Rushdie zu Wort.
Sie bezichtigen die damalige und gegenwärtige Regierung unter Balkenende des „Wortbruchs“:
„Frau Hirsi Ali wurde dazu überredet, für das niederländische Parlament zu kandidieren und so die sichtbarste und am meisten gefährdete Verfechterin der Rechte muslimischer Frauen zu werden. Grundlage dafür war das Übereinkommen, dass solange wie nötig für ihre Sicherheit gesorgt werden würde. Gerrit Zalm in seiner Funktion als stellvertretender Ministerpräsident und Finanzminister versprach ihr diese Sicherheit ohne Einschränkung.“ Eine von GroenLinks initiierte Parlamentsdebatte über Ballins Vorgehen gegenüber Hirsi Alis Schutz endete mit einer mehrheitlichen Ablehnung für ihre Bewachung in den USA. Auch „viele Beamte in den Sicherheitsbehörden“ seien zu ihr auf Distanz gegangen. Hirsi Ali versuchte nun, private Unterstützer zu finden, die ihr den Schutz für einen US-Aufenthalt zu finanzieren halfen, denn sie wollte die Niederlande für immer verlassen.
Ein erstes Unterstützungsangebot erhielt Hirsi Ali aus Dänemark. Der dänische Kulturminister Brian Mikkelsen (Det Konservative Folkeparti) bot ihr an, die Kosten für ihren Personenschutz zu übernehmen, wenn sich eine dänische Kommune zu ihrer Aufnahme bereit erklärte. Er begründete dies wie folgt: „Sie hat mehr als jeder andere für Freiheit und Meinungsäußerung gekämpft und mehr Todesdrohungen empfangen als jeder andere.“ Nach Odense und Aarhus erklärten sich umgehend weitere Städte zu ihrer Aufnahme bereit, die in dem internationalen Städtenetzwerk ICORN organisiert sind, das verfolgten Schriftstellern eine Zuflucht bietet. Hirsi Ali war von den Angeboten „gerührt“ und fühlte sich geehrt, doch ihre Arbeit und zukünftige Heimat seien in den USA. Sobald sie dort ausreichend Unterstützung gefunden habe, würde sie zuerst Dänemark besuchen und sich persönlich bedanken.
In einem Interview mit der dänischen Tageszeitung Jyllands-Posten widersprach Hirsi Ali der Behauptung Ballins, das Ende ihrer Bewachung in den USA wäre nur aus finanziellen Erwägungen geschehen: „Der Beschluss, meine Sicherheit nicht mehr zu bezahlen, hat nichts mit Geld zu tun. Es ging um Prinzipien. Es kostet weniger, eine amerikanische Firma zu bezahlen, als mich in den Niederlanden zu beschützen.“ Der Stopp der Zahlungen sei vielmehr ein Signal an andere Kritiker. „Ich glaube, dass die Regierung eine Botschaft an andere (Kritiker) in den Niederlanden schicken will, dass sie ihren Mund halten sollen. Zur gleichen Zeit will sie die Moslems ruhigstellen und ihnen sagen: seht, wir stehen an Eurer Seite. Ayaan Hirsi ist die Schlechte, wir sind die Guten.“
Im Dezember 2007 forderte der EU-Abgeordnete Benoît Hamon  (PS) mit drei weiteren Abgeordneten die Europäische Union dazu auf, den Schutz von Hirsi Ali zu übernehmen. Er erhielt für seine Initiative 144 Unterschriften, für eine Zustimmung waren mindestens die Hälfte (393) der 785 EU-Parlamentarier notwendig. Der Gesetzentwurf sollte den EU-Abgeordneten später noch einmal vorgelegt werden. Die französische Staatssekretärin für Menschenrechte, Rama Yade, stellte ihr im Februar 2008 eine französische Staatsbürgerschaft in Aussicht.

### AHA-Stiftung seit 2007
In den USA gründete sie mit Sitz in New York City im Jahr 2007 die AHA-Stiftung zur Stärkung der Frauenrechte. Die Stiftung widmet sich dem Kampf gegen Kinderheirat, Zwangsheirat, Genitalverstümmelung bei Frauen und Ehrenmorde.
Sie übernahm wissenschaftliche und publizistische Aufgaben als Fellow am American Enterprise Institute, Fellow beim 'Zukunft der Diplomatie-Projekt', Belfer Center for Science and International Affairs, an der John F. Kennedy School of Government der Harvard University und an der Hoover Institution der Stanford University.

### Konversion zum Katholizismus
Lange Zeit bekannte sich Hirsi Ali nach ihrer Aufgabe des Islams öffentlich zum Atheismus. Im November 2023 gab Hirsi Ali bekannt, dass sie zum Katholizismus  konvertiert sei. Als Grund für ihren Schritt nannte sie den Umstand, dass ihrer Auffassung nach der Atheismus „uns nicht für einen Kampf der Zivilisationen ausrüsten“ könne; der Atheismus sei „eine zu schwache und entzweiende Lehre, um uns gegen unsere bedrohlichen Feinde zu stärken“, die sie im expansiven chinesischen und russischen Großmachtstreben, dem Aufstieg des globalen Islamismus und der „viralen Verbreitung der woken Ideologie“ sah. „Die einzig glaubwürdige Antwort liegt meiner Meinung nach in unserem Wunsch, das Erbe der jüdisch-christlichen Tradition aufrechtzuerhalten.“  Außerdem  sei sie konvertiert, weil sie „das Leben ohne spirituellen Trost letztlich als unerträglich, ja fast als selbstzerstörerisch empfand.“ Hinzu komme, dass der Atheismus darin versagt habe, eine einfache Frage zu beantworten: „Was ist der Sinn und Zweck des Lebens?“ In einem YouTube-Video diskutiert sie ihre Entscheidung mit dem Freund und führenden Vertreter des New Atheism, dem Biologen Richard Dawkins.

### Persönliches
Hirsi Ali ist mit dem britischen Historiker Niall Ferguson verheiratet. Im Dezember 2011 gebar sie einen Sohn, Thomas Hirsi Ferguson. Am 25. April 2013 wurde sie US-amerikanische Staatsbürgerin.

## Film „Submission (Part I)“
2004 drehte Ali zusammen mit Theo van Gogh den elfminütigen Low-Budget-Film Submission (Part I) (dt. Unterwerfung). Der Kurzfilm thematisiert die Stellung von Frauen in islamischen Gesellschaften und ihre Unterdrückung und Misshandlung unter Berufung auf den Koran.
Hirsi Ali schrieb das Skript und sprach die Stimme aus dem Off. Vier Frauen berichten von erlittenen Misshandlungen. Zu sehen sind die verschleierten Gesichter der Erzählerinnen und ihre durchsichtig bekleideten Körper, beschrieben mit fünf Suren aus dem Koran, die die Frau zur Unterwerfung unter ihren Ehemann auffordern, und gezeichnet von Schlägen und Striemen durch Peitschenhiebe.
Koran, Sure 4:34: „Die Männer stehen über den Frauen, weil Gott sie (von Natur vor diesen) ausgezeichnet hat und wegen der Ausgaben, die sie von ihrem Vermögen (als Morgengabe für die Frauen?) gemacht haben. Und die rechtschaffenen Frauen sind (Gott) demütig ergeben und geben acht auf das, was (den Außenstehenden) verborgen ist, weil Gott (darauf) acht gibt (d.h. weil Gott darum besorgt ist, dass es nicht an die Öffentlichkeit kommt). Und wenn ihr fürchtet, dass (irgendwelche) Frauen sich auflehnen, dann vermahnt sie, meidet sie im Ehebett und schlagt sie! Wenn sie euch (daraufhin wieder) gehorchen, dann unternehmt (weiter) nichts gegen sie! Gott ist erhaben und groß.“ (zitiert nach Rudi Paret)
Der Film wurde im niederländischen Fernsehen im Rahmen der Sendereihe Zomergasten (Sommergäste) innerhalb eines dreistündigen Themenabends über Hirsi Ali vom Sender VPRO ausgestrahlt. In konservativen islamischen Kreisen nahm man den Film im Allgemeinen negativ auf. Van Gogh wurde daraufhin von militanten Muslimen mit dem Tode bedroht und am 2. November 2004 schließlich ermordet. Der Mörder hinterließ auf Van Goghs Körper einen Brief, der an Hirsi Ali gerichtet war und worin sie ebenfalls mit dem Tod bedroht wurde.
Nach dem 2. November schien keiner ihrer Unterschlupfe mehr sicher. Sicherheitshalber wurde sie am 10. November mit einem Militärflugzeug in die USA geflogen. Sie verbrachte die Zeit bis zur Rückkehr im Januar 2005 auf einem amerikanischen Marinestützpunkt. Bis zum 14. Mai 2006 arbeitete sie, trotz fortdauernder Bedrohung durch europäische Islamisten, wieder als Abgeordnete im Parlament.
Weiterhin schrieb sie an einer Fortsetzung von Submission für den Film „Submission II“ und an einem Buch mit dem Arbeitstitel „Abkürzung zur Aufklärung“. Der elfminütige Kurzfilm wurde in Deutschland nur auszugsweise gesendet. Offiziell ist der Film nicht erhältlich. Er wurde bislang nur einmal im niederländischen Fernsehen ausgestrahlt. Spiegel-TV bemühte sich um die deutschen Rechte, die Produktionsfirma Column lehnt einen Verleih jedoch bis auf Weiteres ab. Stattdessen erlaubte sie vorübergehend, den Film im Internet zu verbreiten. Eine Vorführung von Van Goghs Film Submission wurde bei dem internationalen Filmfestival von Locarno 2005 gefordert.

### Ermordung von Theo van Gogh
Am 2. November 2004 wurde der Filmregisseur Theo van Gogh in Amsterdam von einem muslimischen Extremisten ermordet. An seiner Leiche befestigte der Täter einen an Ayaan Hirsi Ali gerichteten Drohbrief. Hirsi Ali erklärte, auch durch diesen spektakulären Mord nicht eingeschüchtert zu sein. Sie habe sich mit van Gogh auch deswegen verbunden gefühlt, weil sie mit ihm das Drehbuch zum Film Submission erarbeitet hatte (siehe: Film Submission (Part I)). Hirsi Ali wurde von der niederländischen Regierung unter Schutz gestellt und vorübergehend außer Landes gebracht. In ihrem Versteck schrieb sie:

„Ich trauere um Theo. Dass er mit seinem Sohn nicht nach Amerika ziehen konnte. Dass er sterben musste, um die Aufmerksamkeit auf einige Leute zu lenken, denen der Glaube mehr bedeutet als ein Menschenleben. Ich bin traurig, weil die Niederlande neuerlich ihre Unschuld verloren haben, eine Unschuld, die sich in Theo manifestierte. Der Angriff auf Amerika und Spanien wurde aufgenommen wie etwas, was nur dort geschehen konnte, nicht hier. Theo war nicht so naiv zu glauben, dass es nicht geschehen konnte, sondern dass es ihm nicht geschehen konnte. Er sagte: ‚Ich bin der Dorftrottel, dem sie nichts tun. Aber sei du vorsichtig, denn du bist die Apostatin.‘ Ich bin wütend, weil er einer rituellen Schlachtung zum Opfer fiel. Ich bin wütend, weil ich weiß, dass der Täter nicht allein ist: Er ist Mitglied eines Netzwerkes von Moslems, die intensiv mit ihrem Glauben beschäftigt sind und herumlaufen mit dem Plan, unschuldige Menschen zu töten. Islamistischer Terror, in den Niederlanden und außerhalb, kann gedeihen, weil er eingebettet ist in einen großen Kreis gleichgesinnter Moslems.“

## Politische Forderungen von Hirsi Ali

### Feminismus
Ayaan Hirsi Ali sieht sich selbst als Feministin, die sich für die Gleichberechtigung der Frauen einsetzt. Frausein sei „eine biologische Tatsache“, keine soziale Konstruktion: „Stereotype über das Geschlecht und die geschlechtliche Natur selbst sind zwei verschiedene Dinge.“ Im Gespräch mit dem Philosophen René Scheu warnt sie davor, Frausein auf eine „blosse Selbstzuschreibung“ zu reduzieren; die Frauen drohten dadurch, gecancelt zu werden.

### Frauenpolitik
Ayaan Hirsi Ali kritisiert den Islam oft als rückständig und repressiv gegenüber dem weiblichen Geschlecht und bekam deswegen viel Zustimmung aus weiten Teilen der Bevölkerung. Sie fordert ein „Ende des Wegsehens im Namen des Multikulturalismus“, wenn dabei die Werte von Demokratie und Menschenrechten missachtet würden. Frauen sollen nicht mehr Opfer und nur „Söhnefabriken“ sein, sondern ungehindert ihr Selbstbestimmungsrecht wahrnehmen können, was auch das Recht auf Bildung einschließe.

### Beschneidung von Jungen und Mädchen
Hirsi Ali setzt sich nicht nur gegen die Beschneidung weiblicher Genitalien, sondern auch gegen die Beschneidung männlicher Kinder und Jugendlicher ein, wie sie von Juden und Muslimen praktiziert wird, wie auch gegen die routinemäßige Säuglingsbeschneidung, wie sie in den USA üblich ist. In ihrer Autobiographie, Mein Leben, meine Freiheit, schreibt sie: „Die Exzision beseitigt nicht die Begierde oder die Fähigkeit, sexuelle Freude zu verspüren. Die Exzision bei Frauen ist auf vielen Ebenen grausam. Sie ist körperlich grausam und schmerzhaft; sie fügt den Mädchen ihr ganzes Leben lang Leiden zu. Und es erreicht noch nicht mal ihren Zweck, ihr sexuelles Verlangen zu beseitigen.“
Ein Zitat von ihr bezüglich dieses Themas: „Mädchen sterben beim Gebären, weil sie zu jung dafür sind […] Der Aufstieg des radikalen Islam ist ein wichtiger Grund dafür. Ich fühle mich moralisch verpflichtet, über die Ursache zu sprechen. Ich denke, dass man die Debatte bereichert, wenn man etwas hinterfragt, man ist dann nicht der Feind des Islam. Wir können uns anderweitig umsehen und den Verstand benutzen, um Lösungen für diese Probleme zu finden, wir müssen die Religion nicht abschaffen. Aber wir müssen es tun, indem wir ein Gleichgewicht finden.“
2004 reichte sie im niederländischen Parlament einen Gesetzesvorschlag für eine jährliche Kontrolle der Unversehrtheit für Mädchen aus Risikoländern ein. Während ihrer Zeit als parlamentarische Abgeordnete in den Niederlanden initiierte sie die Verabschiedung von rund 20 Gesetzen für Frauen, darunter die strengere Bestrafung der Beschneidung von Mädchen. Im gleichen Jahr reichte sie einen Gesetzesvorschlag ein, welcher die Beschneidung von gesunden minderjährigen Knaben verbieten sollte.

### Integrationspflicht
Wer sich nicht integrieren wolle, solle das Land verlassen. Sie argumentiert: „Multikulturalismus soll Integration unter Beibehaltung der eigenen Identität bedeuten, aber das heißt doch gar nichts. Wenn Frauen eingeschlossen werden und Töchter nicht zur Schule gehen dürfen, ist es das etwa, was man unter Beibehaltung der eigenen Kultur versteht?“ Nach Hirsi Ali kann in den Niederlanden nicht von Integration, sondern nur von Ghettobildung die Rede sein. Die niederländische Gesellschaft versteht sie als eine künstliche Gesellschaft. Falls die Integration von Menschen mit islamischem Herkunftshintergrund in diese Gesellschaft nicht gelänge, befürchtet sie, dass die gesellschaftliche Mitte politisch zwischen zwei rechten Extremen aufgerieben werde.

## Reaktionen
Laut Time-Magazin gehörte sie 2005 zu den weltweit 100 einflussreichsten Personen und sie war Europäerin des Jahres 2006 beim Reader’s Digest.
Die Reaktion aus den Reihen der muslimischen Orthodoxie auf Hirsi Alis Äußerungen waren so heftig, dass die Funktionsfähigkeit der praktischen Regierungsarbeit beeinträchtigt war und der Staat sich überfordert sah, Ayaan Hirsi Ali zu schützen.
Niederländische Muslime beklagten eine oft wenig fundierte und teilweise beleidigende Kritik am Islam durch Hirsi Ali und van Gogh. Dies mache einen konstruktiven Dialog unmöglich und schüre anti-islamische Vorurteile.
Der deutsch-türkische Popsänger Muhabbet soll gegenüber der Journalistin Esther Schapira und dem deutsch-türkischen Fernsehjournalisten und Soziologen Kamil Taylan am 20. Oktober 2007 geäußert haben, dass Ayaan Hirsi Ali den Tod verdienen würde.
Der Wiener Politikwissenschaftler Farid Hafez kritisiert, dass Hirsi Ali Pauschalurteile über alle Muslime fälle, und bezeichnet sie als eine der „prominenten Figuren, die die Gleichsetzung von Islam und Islamismus in öffentlichen Debatten vorantreiben“.
Beanstandet wird ferner (u. a. von dem Islamwissenschaftler und NZZ-Rezensenten Ludwig Ammann), dass Hirsi Ali für die Praxis der weiblichen Genitalverstümmelung einseitig dem Islam die Verantwortung zuweise, obwohl sich diese Sitte auf lokale afrikanische Traditionen gründe.
Kritik zog Hirsi Ali auf sich, als sie (in einem Gespräch mit der F.A.Z. am 4. Oktober 2006) als vermeintlichen Beleg für eine zunehmende Islamisierung Europas behauptete, in Großbritannien würden in Sparkassen aus Rücksicht auf Muslime keine Sparschweine mehr aufgestellt, obwohl im Jahr zuvor die zwei Banken, über die eine britische Boulevardzeitung Derartiges behauptet hatte, das entschieden dementiert hatten.
Kontroverse Reaktionen löste Hirsi Alis Dankesrede anlässlich der Verleihung des Axel-Springer-Ehrenpreises im Mai 2012 aus, in der sie die „Anwälte des Schweigens“ angriff, eine „informelle Zensur“ beklagte, die gegenüber islamkritischen Personen ausgeübt werde, und aus Anders Behring Breiviks „Manifest“ eine Stelle zitierte, in der dieser ebenfalls eine Einschränkung der Denkfreiheit bezüglich des Umgangs mit Muslimen konstatiert hatte.

## Schriften
- Heretic: Why Islam Needs a Reformation Now. HarperCollins, New York, NY 2015, ISBN 978-0-06-233393-3.
  - Reformiert euch! Warum der Islam sich ändern muss. Knaus, München 2015, ISBN 978-3-8135-0692-1
- Nomad: From Islam to America: A Personal Journey Through the Clash of Civilizations. Free Press, New York 2010, ISBN 978-1-4391-5731-2.
- Adan und Eva. Eine Begegnung mit dem Islam. Übersetzt von Anne Emmert. Piper, München 2009, ISBN 978-3-492-05279-5 (enthält den Essay „Die Notwendigkeit der Selbstreflexion im Islam“).
- Adan en Eva. Hörbuch, Kinderbuch Rubinstein, Amsterdam 2008, ISBN 978-90-476-0181-4 (der muslimische Junge Adan wächst zusammen mit dem jüdischen Mädchen Eva in Amsterdam auf).[70]
- Mein Leben, meine Freiheit. Die Autobiographie. Übersetzt von Heike Schlatterer und Anne Emmert. Piper, München 2006, ISBN 3-492-04932-X[71]
- Ich klage an. Plädoyer für die Befreiung der muslimischen Frauen. Übersetzt von Anna Berger und Jonathan Krämer. Piper, München 2005, ISBN 3-492-04793-9 (Artikelsammlung); Müslüman Kadinlara Baski Bitsin! Piper, München 2005, ISBN 3-492-04836-6 (türkische Ausgabe von Ich klage an) (Platz 1 der Spiegel-Bestsellerliste vom 13. bis zum 26. Juni 2005)
- De zoontjesfabriek. Over vrouwen, Islam en integratie. Augustus, Amsterdam 2002, ISBN 90-457-0281-9 (niederländisch)

## Filmographie
- Menschen bei Maischberger. Ayaan Hirsi Ali in einer Diskussion mit Heinz Buschkowsky, Bezirksbürgermeister von Berlin-Neukölln (SPD), Heiner Geißler (CDU), Irmgard Pinn, Vorsitzende des fum – forum unabhängiger muslime e. V.; 31. Mai 2005, mit Video (ca. 45 Min.). (Kommentar zur Sendung: Kerstin Decker: „Heiner der Weise“, Tagesspiegel, 2. Juni 2005)
- Interview. Dänemark, November 2005, 20 Min., Produktion: Profilen / DR I, [https://de.wikipedia.org/w/index.php?title=Wikipedia:Defekte_Weblinks&dwl=http://video.google.com/videoplay?docid=8198629605452328823 Die nachstehende Seite ist nicht mehr abrufbar], festgestellt im Oktober 2024. (Suche in Webarchiven.)  [http://video.google.com/videoplay?docid=8198629605452328823 Video] (englisch)
- De Gelukszoeker. (Die Glückssucherin) Dokumentation, Produktion: Nova, Nederland 2, Erstsendung: 26. August 2006
- »Literatur im Foyer«: Gespräch in der Urania, Berlin mit Thea Dorn anlässlich Hirsi Alis Buchpräsentation am 1. Oktober 2006, Produktion: SWR, Erstsendung: 27. Oktober 2006, 70 Min.
- Ayaan Hirsi Ali: die Dissidentin. Fernseh-Reportage, Frankreich, 2008, ca. 25 Min., Buch und Regie: Thierry Derouet, Produktion: arte, Bonobo Productions, Erstsendung: 13. September 2008, Inhaltsangabe und Video (Seite nicht mehr abrufbar, festgestellt im September 2017. Suche in Webarchiven) von arte
- From Islam to America: Ayaan Hirsi Ali – Interview von Ayaan Hirsi Ali beim Commonwealth Club in Palo Alto im Juni 2010 (video, englisch, 69 Min.)

## Auszeichnungen
- 2003 erhielt Hirsi Ali den jährlich verliehenen „Prijs voor de Vrijheid“ (Preis für die Freiheit) der flämisch-liberalen Denkfabrik Nova Civitas.
- Am 29. August 2005 wurde Hirsi Ali mit dem Demokratie-Preis der Folkpartiet liberalerna, d. i. die Liberale Partei Schwedens, für ihre mutigen Bemühungen um Demokratie, Menschen- und Frauenrechte ausgezeichnet.[72]
- Die rechtsliberale Venstre-Partei von Dänemark verlieh ihr 2005 in Abwesenheit den Freiheitspreis. Diese Würdigung stieß bei den islamischen Organisationen Dänemarks auf großen Protest.
- Das Time Magazine wählte sie am 18. April 2005 zu den 100 einflussreichsten Persönlichkeiten der Welt (Kategorie: „Leaders & Revolutionaries“).[73]
- 2004 wurde sie zur zweitbeliebtesten Niederländerin gewählt und mehrere Medien kürten sie 2005 zur Niederländerin des Jahres.
- Reader’s Digest Deutschland würdigte sie mit der Auszeichnung „Europäerin des Jahres“. Die niederländische EU-Kommissarin Neelie Kroes überreichte ihr diese Auszeichnung am 23. Januar 2006 in Den Haag.
- Der norwegische Parlamentarier Christian Tybering-Gjedde schlug Ayaan Hirsi Ali als Kandidatin für den Friedensnobelpreis 2006 vor.
- Kasseler Bürger zeichneten sie am 1. Oktober 2006 mit dem „Glas der Vernunft“ wegen ihres Engagements für die Integration von Ausländern und gegen die Diskriminierung von Frauen aus. Der Preis ist mit 10.000 € dotiert, Laudatorin war die Frauenrechtlerin Alice Schwarzer.[74]
- Am 10. Januar 2008 wurde sie in Paris an der École normale supérieure (Rue d’Ulm) zusammen mit Taslima Nasreen mit dem Prix Simone de Beauvoir pour la liberté des femmes ausgezeichnet. Der Preis wurde anlässlich des hundertsten Geburtstages Beauvoirs vom Gallimard Verlag und dem französischen Kulturministerium gestiftet. In der Laudatio von Staatssekretärin Rama Yade[75] stellte sie ihr auch die französische Staatsbürgerschaft in Aussicht.
- Am 11. September 2008 nahm Hirsi Ali in Cleveland, Ohio, für ihre 2007 in den USA unter dem Titel „Infidel“ erschienene Autobiografie den Anisfield-Wolf Book Award entgegen.[76][77]
- Am 28. April 2010 erhielt Hirsi Ali von der dänischen Zeitung Jyllands-Posten den Preis für die Freiheit der Meinungsäußerung.[78] Diese Zeitung hatte fünf Jahre zuvor die umstrittenen Karikaturen des islamischen Propheten Mohammed publiziert.
- Am 10. Mai 2012 erhielt Hirsi Ali anlässlich der 21. Verleihung des Axel-Springer-Preises für junge Journalisten den mit 25.000 Euro dotierten Axel-Springer-Ehrenpreis der Axel Springer Akademie für „ihren Mut und ihre der Freiheit verpflichteten Haltung als Frauenrechtlerin und Islamkritikerin“.[79] Laudator war der niederländische Schriftsteller Leon de Winter. Der Ehrenpreis wurde von Friede Springer gestiftet.
- 2022 erhielt sie den Frank-Schirrmacher-Preis der Frank-Schirrmacher-Stiftung, welcher mit 20.000 Schweizer Franken dotiert ist.[80]